# Sis dies de Münster
Els Sis dies de Münster era una cursa de ciclisme en pista, de la modalitat de sis dies, que es corria a Münster (Alemanya). La seva primera edició data del 1950 i es van diputar fins al 1981. El 1987 i 1988 es van intentar rellançar però sense èxit.

## Palmarès
| Any      | Primers                               | Segons                                    | Tercers                                   |
| -------- | ------------------------------------- | ----------------------------------------- | ----------------------------------------- |
| 1950     | Gustav Kilian · Jean Roth             | Cor Bakker · Henk Lakeman                 | Ludwig Hörmann · Jean Schorn              |
| 1951 (1) | Ferdinando Terruzzi · Severino Rigoni | Ludwig Hörmann · Hans Hörmann             | Rudi Mirke · Jean Roth                    |
| 1951 (2) | Ferdinando Terruzzi · Severino Rigoni | Emile Carrara · Guy Lapebie               | Robert Naeye · Ernest Thyssen             |
| 1952     | Walter Bucher · Jean Roth             | Ferdinando Terruzzi · Severino Rigoni     | Reginald Arnold · Alfred Strom            |
| 1953     | Walter Bucher · Jean Roth             | Werner Holthöfer · Hans Preiskeit         | Waldemar Knocke · Heinz Zoll              |
| 1954     | Ludwig Hörmann · Hans Preiskeit       | Lucien Gillen · Ferdinando Terruzzi       | Walter Bucher · Jean Roth                 |
| 1955     | Gerrit Peters · Gerrit Schulte        | Valentin Petry · Walter Schurmann         | Walter Bucher · Jean Roth                 |
| 1956     | Manfred Donike · Edi Gieseler         | Dominique Forlini · Georges Senfftleben   | Valentin Petry · Walter Schurmann         |
| 1957     | Armin von Büren · Jean Roth           | Heinz Scholl · Günther Ziegler            | Herbert Weinrich · Heinz Zoll             |
| 1958     | Fritz Pfenninger · Jean Roth          | Valentin Petry · Klaus Bugdahl            | Even Klamer · Knud Lynge                  |
| 1959     | Lucien Gillen · Peter Post            | Hans Junkermann · Ferdinando Terruzzi     | Fritz Pfenninger · Mino De Rossi          |
| 1960     | Hans Junkermann · Fritz Pfenninger    | Manfred Donike · Rolf Roggendorf          | Walter Bucher · Oskar Plattner            |
| 1961     | No disputats                          |                                           |                                           |
| 1962     | Rudi Altig · Hans Junkermann          | Emiel Severeyns · Rik Van Steenbergen     | Klaus Bugdahl · Fritz Pfenninger          |
| 1963     | Freddy Eugen · Palle Lykke            | Peter Post · Fritz Pfenninger             | Dieter Kemper · Horst Oldenburg           |
| 1964     | Dieter Kemper · Horst Oldenburg       | Klemens Grossimlinghaus · Rolf Roggendorf | Freddy Eugen · Palle Lykke                |
| 1965     | Freddy Eugen · Palle Lykke            | Klaus Bugdahl · Klaus May                 | Hans Junkermann · Horst Oldenburg         |
| 1966     | Dieter Kemper · Horst Oldenburg       | Klaus Bugdahl · Tom Simpson               | Klemens Grossimlinghaus · Wilfried Boelke |
| 1967     | Klaus Bugdahl · Patrick Sercu         | Dieter Kemper · Horst Oldenburg           | Hans Junkermann · Wolfgang Schulze        |
| 1968     | Rudi Altig · Klaus Bugdahl            | Dieter Kemper · Horst Oldenburg           | Freddy Eugen · Palle Lykke                |
| 1969     | Wolfgang Schulze · Horst Oldenburg    | Wilfried Boelke · Wilfried Peffgen        | Freddy Eugen · Albert Fritz               |
| 1970     | Alain Van Lancker · Klaus Bugdahl     | Rudi Altig · Albert Fritz                 | Wolfgang Schulze · Wilfried Peffgen       |
| 1971     | Dieter Kemper · Klaus Bugdahl         | Wolfgang Schulze · Wilfried Peffgen       | Alain Van Lancker · Jürgen Tschan         |
| 1972     | Wilfried Peffgen · Albert Fritz       | Wolfgang Schulze · Jürgen Tschan          | Leo Duyndam · René Pijnen                 |
| 1973     | Wilfried Peffgen · Albert Fritz       | Dieter Kemper · Klaus Bugdahl             | Günther Haritz · Udo Hempel               |
| 1974     | Wolfgang Schulze · Jürgen Tschan      | Dieter Kemper · Klaus Bugdahl             | Günther Haritz · Udo Hempel               |
| 1975     | Günther Haritz · René Pijnen          | Wolfgang Schulze · Jürgen Tschan          | Dieter Kemper · Udo Hempel                |
| 1976     | Günther Haritz · René Pijnen          | Wilfried Peffgen · Albert Fritz           | Wolfgang Schulze · Jürgen Tschan          |
| 1977     | Donald Allan · Danny Clark            | Günther Haritz · René Pijnen              | Wilfried Peffgen · Albert Fritz           |
| 1978     | Wilfried Peffgen · Albert Fritz       | Roman Hermann · Horst Schütz              | Günther Schumacher · Udo Hempel           |
| 1979     | Wilfried Peffgen · Albert Fritz       | Günther Schumacher · Udo Hempel           | Gert Frank · René Savary                  |
| 1980     | Donald Allan · Danny Clark            | Roman Hermann · Horst Schütz              | Wilfried Peffgen · Albert Fritz           |
| 1981     | Gert Frank · René Pijnen              | Roman Hermann · Horst Schütz              | Wilfried Peffgen · Albert Fritz           |
| 1982-86  | No disputats                          |                                           |                                           |
| 1987     | Roman Hermann · Josef Kristen         | Dietrich Thurau · Danny Clark             | Dieter Giebken · René Pijnen              |
| 1988     | Anthony Doyle · Danny Clark           | Volker Diehl · Roland Günther             | Roman Hermann · Dietrich Thurau           |